# Segue o Seco
"Segue o Seco" é uma canção da cantora brasileira Marisa Monte, lançada como single do álbum Verde, Anil, Amarelo, Cor-de-Rosa e Carvão, originalmente lançado em 1994. A canção foi composta por Carlinhos Brown. Foi colocando em uma lista das 100 músicas mais marcante do Brasil por Eldorado FM.
Uma versão ao vivo está presente no álbum Barulhinho Bom - Uma Viagem Musical, mas não no DVD da turnê promocional do mesmo. A canção também foi cantada na turnê Universo Particular, e também não apareceu no DVD que os shows renderam.

## Videoclipe
O videoclipe da música, dirigido por Cláudio Torres e José Henrique Fonseca,   foi gravado em 1995 e mostra imagens de Marisa junto à habitantes de uma localidade que sofre com a estiagem de chuva. No final, começa a chover, e Marisa e os habitantes celebram dançando.
Possui elementos de simbologia religiosa, como cruzes, velas e imagens de santos, uma mistura prevalente da fé poderosa que esse povo abraça, por não ter onde recorrer, e é no olhar cansado e marcado na pele, pelo sol escaldante de todos os dias, que conseguimos separar a avareza da humanidade. A chuva, quase como uma dadiva, cai na terra e molha o solo seco, como um milagre. A certeza de bons ventos de esperança enchem os pulmões e a sensação da água tocando a pele é como tocar o veludo. É quase uma idílica da realidade nordestina, assim como o fez Graciliano Ramos em Vidas Secas.

## Prêmios e indicações
| Ano  | Prêmio                 | Categoria                | Resultado | Ref   |
| ---- | ---------------------- | ------------------------ | --------- | ----- |
| 1995 | MTV Video Music Brasil | Videoclipe do Ano        | Venceu    | [ 4 ] |
| 1995 | MTV Video Music Brasil | Escolha da Audiência     | Indicado  | [ 4 ] |
| 1995 | MTV Video Music Brasil | Videoclipe de MPB        | Venceu    | [ 4 ] |
| 1995 | MTV Video Music Brasil | Direção em Videoclipe    | Venceu    | [ 4 ] |
| 1995 | MTV Video Music Brasil | Edição em Videoclipe     | Venceu    | [ 4 ] |
| 1995 | MTV Video Music Brasil | Fotografia em Videoclipe | Venceu    | [ 4 ] |